# Evangeliar aus dem Bamberger Dom

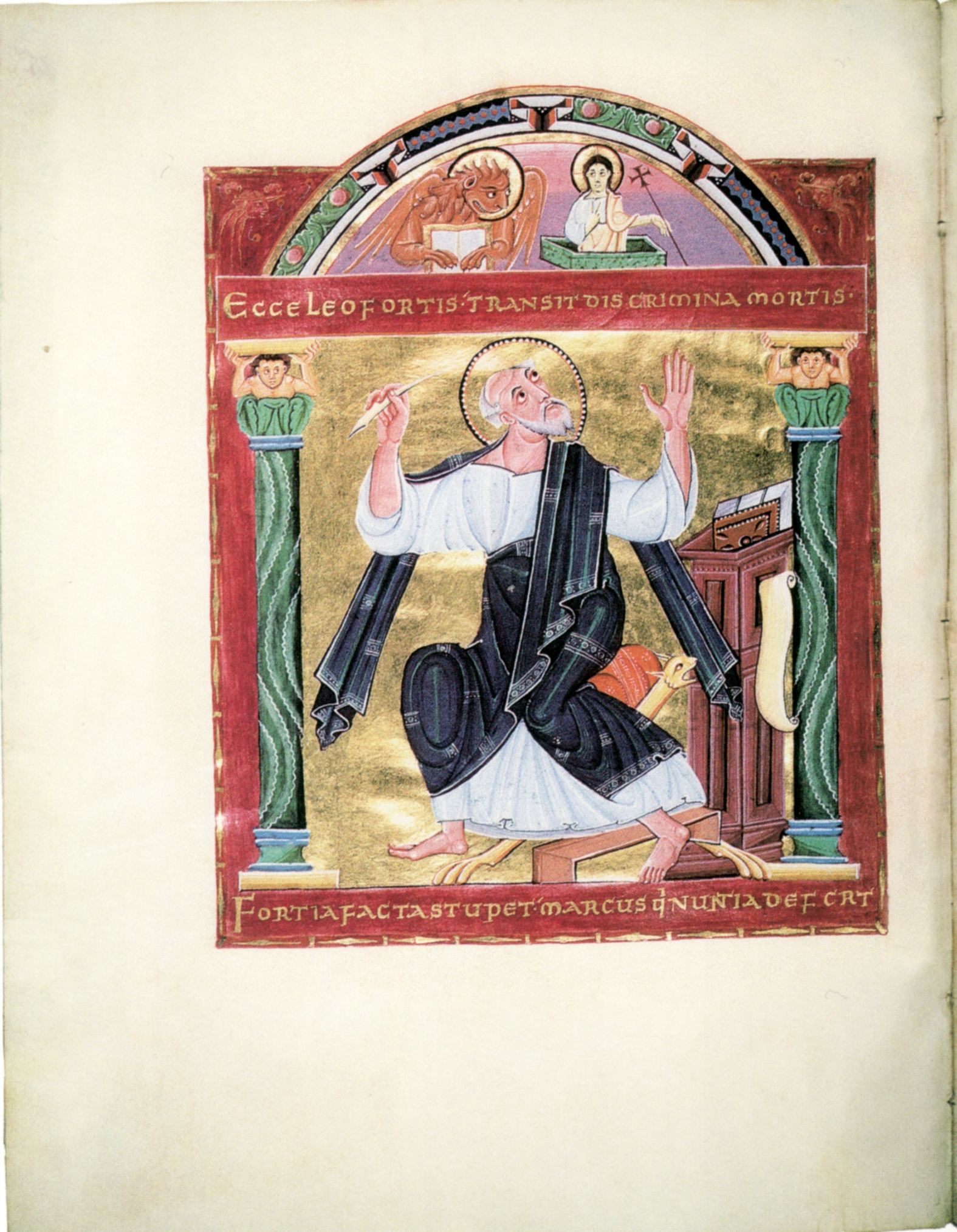
Fol. 86v.: Evangelist Markus

Das sogenannte Evangeliar aus dem Bamberger Dom oder Reichenauer Evangeliar ist ein Werk der ottonischen Buchmalerei und zählt zu den Hauptwerken dieser Epoche. Das Evangeliar entstand vermutlich um 1000–1020 im Kloster Reichenau.
Die Pergamenthandschrift umfasst 266 Blätter (III + 258 + V) im Format 30,5 × 23,3 cm. Der Buchschmuck besteht aus Kanontafeln sowie fünf ganzseitigen Miniaturen. Der zeitgenössische Bucheinband ist vergoldet und mit Edelsteinen geschmückt.
Im Zuge der Säkularisation gelangte der Codex 1803 aus dem Bamberger Domschatz in die Bayerische Staatsbibliothek nach München, wo er heute unter der Signatur Clm 4454 aufbewahrt wird. Zusammen mit neun weiteren Werken der Reichenauer Malschule wurde das Manuskript 2003 von der UNESCO in die Liste des Weltdokumentenerbes aufgenommen.